# 114 Eskadra Myśliwska

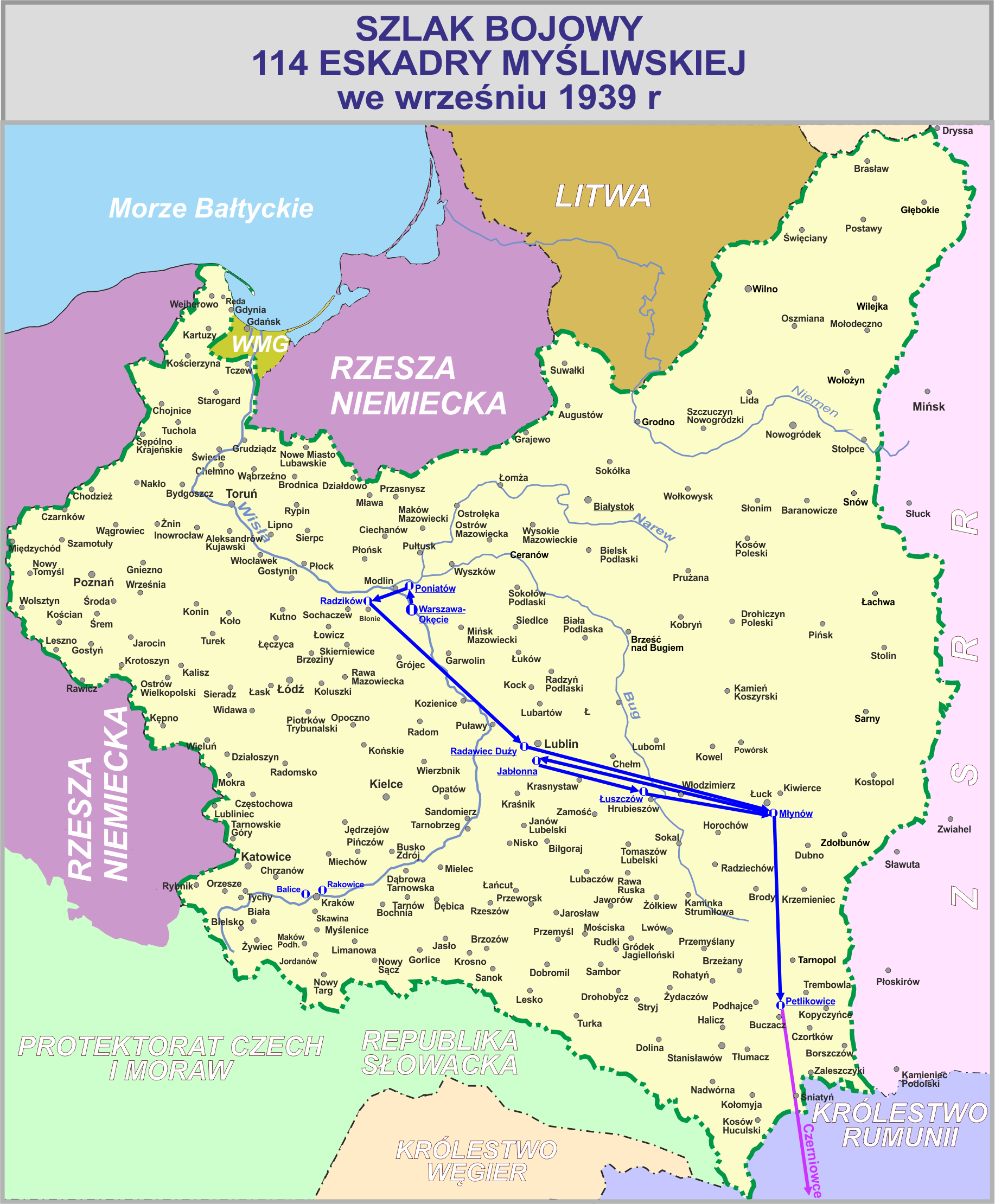

114 eskadra myśliwska (114 em) – pododdział lotnictwa myśliwskiego Wojska Polskiego w II Rzeczypospolitej.
Eskadra została sformowana w 1933 na lotnisku Okęcie.
Wchodziła w skład IV/1 dywizjonu myśliwskiego z 1 pułku lotniczego.
W kampanii wrześniowej walczyła w składzie Brygady Pościgowej.
Godło eskadry: „Jaskółka” w kolorze ciemnogranatowym na tle równobocznego, jasnoniebieskiego trójkąta ze srebrną obwódką.

## Formowanie, zmiany organizacyjne i szkolenie
W wykonaniu rozkazu MSWojsk. L.dz. 2446/tjn. Org. z 7 lipca 1933 (17 marca 1933?), dowódca 1 pułku lotniczego, rozkazem dziennym nr 220 z 30 września 1933 nakazał sformowanie 114 eskadry myśliwskiej. Uzbrojenie eskadry stanowiły samoloty PWS-10. Organizacyjnie eskadra weszła w skład III/1 dywizjonu myśliwskiego. Personel latający pochodził z nadwyżek pilotów z innych eskadr. Stanowili go także świeżo promowani oficerowie dęblińskiej szkoły oraz absolwenci Wyższej Szkoły Pilotażu. Do końca 1933 eskadra miała skompletowany pełny stan etatowy pilotów i wyposażenie w sprzęt. Podjęto intensywne szkolenie i doskonalenie personelu latającego.
w 1934, rozkazem dowódcy 1 pułku lotniczego nr 122 z 2 czerwca 1934, powołany został IV/1 dywizjon myśliwski. 114 eskadra myśliwska weszła w jego skład. Latem eskadra ćwiczyła na poligonie Trauguttowo zlokalizowanym koło miejscowości Gierszony.
W lipcu 1935 piloci jednostki polecieli na szkołę ognia na poligon Grudziądz-Grupa. W sierpniu działano na warszawski węzeł lotniskowy, realizując ćwiczenia lotnicze i koncentrację jednostek myśliwskich.
Od czerwca 1936 eskadra zaczęła stopniowo otrzymywać samoloty PZL P.11a. 
W sierpniu eskadra uczestniczyła w ćwiczeniach jednostek lotnictwa zgrupowanych na podwarszawskim węźle lotnisk. Ćwiczenia zakończyły się defiladą powietrzną nad stolicą. 15 sierpnia załogi wzięły udział w rewii powietrznej jednostek 1 pułku lotniczego zorganizowanej z okazji wizyty gen. Mauryce Gamelina.
24 sierpnia eskadra odleciała na szkołę ognia lotniczego, a po zakończeniu przeniosła się na lotnisko Skniłów celem udziału w ćwiczeniach zorganizowanych w rejonie Lwów – Złoczów. Minister Spraw Wojskowych gen. Tadeusz Kasprzycki wysoko ocenił kunszt pilotażu pilotów eskadry.
Latem 1937 eskadra ćwiczyła ostre strzelanie na poligonie Trauguttowo. Po odbyciu przeszkolenia ogniowego eskadra odleciała na Pomorze, biorąc udział w przeprowadzanych tam dużych manewrach oddziałów wojsk lądowych różnych broni z jednostkami lotnictwa.
W marcu 1938 eskadra odleciała na lotnisko Porubanek. Po wykonaniu kilku lotów grupowych wzdłuż granicy polsko-litewskiej, zgrupowanie myśliwskie powróciło na Okęcie.
24 czerwca odeszli do eskadry KOP w Sarnach podporucznicy: Aleksander Gabszewicz i Józef Górski.
W sierpniu na poligonie Rembertów zrealizowano szkołę ognia, a we wrześniu eskadra  przeleciała na Wołyń. Tam uczestniczyła w dużych manewrach wojsk lądowych i lotnictwa.

## Działania eskadry w 1939
W maju 1939 piloci eskadry realizowali skrócony programu wyszkolenia ogniowego. Prowadzono przeszkolenie wcielanej sukcesywnie rezerwy oraz przygotowanie techniczne samolotów i pomocniczego sprzętu. W drugiej połowie czerwca przydzielono do eskadry czterech podchorążych – absolwentów Szkoły Podchorążych Lotnictwa Dęblin i czterech absolwentów ze Szkoły Podoficerów Lotnictwa dla Małoletnich.
Pod koniec lipca odleciał na zasadzkę w pobliżu granicy Prus Wschodnich klucz pod dowództwem por.pil. Gabszewicza. Po kilku dniach bezowocnych startów przeciwko naruszającym granicę samolotom Luftwaffe został ściągnięty na macierzyste lotnisko Okęcie.

### Mobilizacja
Czynności mobilizacyjne zrealizowano w eskadrze w dniach 23 i 24 sierpnia na lotnisku Okęcie. 27 sierpnia na lotnisko polowe odjechał rzut kołowy dywizjonu. Na Okęciu pozostali piloci i samoloty wraz z niezbędną brygadą mechaników. 30 sierpnia odleciał lotnisko Poniatów rzut powietrzny  eskadry. Dowództwo, pilotów i personel naziemny zakwaterowano w budynkach dworu Poniatów. Samoloty, magazyny paliwa, amunicji oraz podręczny warsztat napraw zamaskowano na linii lasu, gdzie ustawiono również namiot dowodzenia i łączności.

### Walki eskadry w kampanii wrześniowej
Kampanię wrześniową 114 eskadra myśliwska odbyła w składzie IV/1 dywizjonu myśliwskiego Brygady Pościgowej.
1 września wszyscy piloci eskadry postawieni zostali w stan alarmu. Około 7.00 wystartowały dwa klucze pod dowództwem kpt. Freya. Trzeci klucz dowodzony przez oficera taktycznego IV/1 dywizjonu – por. Aleksandra Gabszewicza wystartował z opóźnieniem. To właśnie najpóźniej startujący klucz odnotował pierwsze zwycięstwo powietrzne. Tak wspomina ten fakt por. Gabszewicz:

Ciągniemy na północ wciąż wyżej i wyżej. Cienka warstwa mgły jest już poniżej nas. Nagłe przed sobą o jakieś 500 metrów wyżej dostrzegam lecących w przeciwnym kierunku pięć samolotów. Na płatach - czarne krzyże. Widzę je po raz pierwszy. Zadzieram „Jedenastkę” i ciągnę w górę w kierunku tych „krzyży". Moi boczni odpadają – nie wytrzymują tak małej prędkości  przy wznoszeniu... Pęd do walki jest przemożny. Odkładam w myśli poprawkę i naciskam spust. Wiązka pocisków idzie w kierunku szkopów. Jednak w tym momencie moja maszyna zadrżała i zwaliła się w korkociąg. Oddaję drążek sterowy i przeciwwagę nogą korkociąg zahamowany. Znowu zadzieram nos maszyny do góry, aby odrobić wysokość. Lecz znowu za wcześnie i po raz drugi jestem w korkociągu. Wyprowadzam, a po chwili Niewiara jest jut przy mnie. „Naszych” 5 bombowców jest niedaleko. Rozpoznaję – Heinkle 111.Lecimy w kierunku Warszawy. W dole Modlin. Dołącza trzecia Jaskółka	to Boguś. Choć powoli, ale zbliżamy się do Heinkli. Jeszcze trochę bliżej. Otwieram ogień, ale i po moich skrzydłach przebiegały iskierki. To on także strzelał Boguś odłącza się. Poszedł w prawo i przybliża się do drugiego Niemca. Ciekawe widowisko – smugi moich pocisków dochodzą Heinkla i uderzając dają silniejszą iskrę, a potem gasną. Widzę dużo tych ogników. Wydaje się, że to wszystko dzieje się bardzo powoli. Ale to tylko złudzenie, bo przecież mam jeszcze amunicję. Nagle z lewego silnika bombowca trysnął gwałtowny płomień i dym. Samolot pozostaje w tyle za innymi. Z postrzelonej maszyny lecą w dół bomby. Pilot skręca w lewo i do ziemi. Leci tak wolno, że już bez trudu go doganiam. Strzelec niemiecki wciąż się broni. Naraz milknie. Doganiam Heinkla i widzę, że lufa karabinu maszynowego na ogonie sterczy nieruchomo w górę. Widzę strzelca – głowa oparta o prawą burtę. Niewiara jest przy mnie, on też atakuje i od czasu do czasu posyła serię pocisków. Niemiec skręca o 180° i leci ku północy, widocznie ma nadzieję dojść do Prus Wschodnich. Zniżamy lot, trzymając się wciąż postrzelonego bombowca, choć już od paru sekund zabrakło nam amunicji. Wreszcie lecimy tuż nad drzewami. Przed nami wyłania się jakaś polana i Niemiec podchodzi do lądowania wprost z kursu. W ostatniej chwili, będąc już na wysokości około dwóch metrów, zawadza lewym skrzydłem o drzewo... Kurzawa i dym znaczą miejsce upadku...

Po południu eskadra startowała w niepełnym składzie. Pod Modlinem zestrzelono Dorniera i Heinkla. Pozostałe bombowce zrzuciły bomby na okoliczne pola. W walkach IV/1 dywizjon myśliwski także poniósł straty. Został zestrzelony między innymi oficer taktyczny, wcześniej wieloletni pilot 114 eskadry, por. Aleksander Gabszewicz.
2 września Niemcy nie przyjmowali walki. Dzięki przewadze prędkości, operując na wysokim pułapie, przedzierali się nad stolicę. Zrzucono bomby na Okęcie. Po południu ppor. Szalewicz z plut. Kiedrzyńskim i kpr. Niewiarą osłaniali ewakuację samolotów PLL „LOT” oraz Instytutu Technicznego Lotnictwa. Powrócili zestrzeleni ppor. Szmejl i st. szer. Olewiński.
3 września nie odnotowano sukcesów powietrznych. Podczas startu pchor. Stoga rozbił swoją P-11.
O świcie 4 września eskadra przegrupowała się na lotnisko Radzików. Dla personelu przygotowano kwatery w starym młynie i spichlerzu, bez szyb, łóżek, na wiązkach słomy. Rano nastąpiły kolejne starty przeciw formacjom bombowców osłanianych przez liczne myśliwce. Nie powrócił z patrolu zestrzelony i ranny w starciu z wrogiem por. Szałowski. Ulokowany w szpitalu polowym dostał się do niewoli. Funkcję zastępcy dowódcy eskadry objął ppor. pil. Tadeusz Sawicz.
W południe 5 września kpt. Frey z kpr. kpr. Bieleckim i Niewiarą oraz ppor. Sawicz z ppor. Szalewiczem i st. szer. Dąbrowskim, w rejonie Babice–Pyry zaatakowali zgrupowanie około 15 Ju-87 ochranianym przez Messerschmitty 110. Do walki włączył się też klucz ppor. Strzembosza. W wyniku walk dwa Ju-87 rozbiły się zestrzelone. Polscy myśliwcy wrócili bez strat do Radzikowa. 
6 września jeszcze przed południem dwukrotnie startowali piloci eskadry. Klucz kpt. Freya zaatakował grupę Dornierów 17, które w efekcie ostrzeliwań trójki polskich myśliwców wyrzuciły ładunek na przedpolu stolicy. Jeden Do-17 dymiąc zawrócił osłaniany przez pozostałe załogi.
W tym czasie plut. Kiedrzyński rozpoznawał kierunki z Warszawy na Łódź, Tomaszów, Kielce. Niemcy byli już pod Łodzią. O 15.00 nastąpił start na nietypowe dla zadań brygady „wymiatanie” w obszarze Kutno-Uniejów-Koło-Konin. Eskadra wystawiła dwa klucze. Dowódca eskadry kpt. Frey leciał z kpr. Bieleckim i kpr. Niewiarą, a por. Sawicz z ppor. Szmejlem i pchor. Stogą. Starcie nastąpiło już koło Łowicza. Niemieckie bombowce nie doleciały do Warszawy zrzuciły bomby na okoliczne pola. Osiem zniszczonych samolotów Luftwaffe zostało zestrzelonych w trójkącie Koło–Łowicz–Łęczyca. Z 114 eskadry nie powrócili: pchor. Roman Stoga i kpr. Andrzej Niewiara. Ten ostatni dołączył do jednostki w Młynowie. Zwycięstwo nad Heinklem 111 odniósł ppor. Szmejl.
Wieczorem dowódca eskadry otrzymał rozkaz niezwłocznego przesunięcia jednostki na lubelski węzeł lotniskowy. Przemieszczenie rzutu kołowego odbyło się w dwóch etapach: najpierw do Otwocka, gdzie zmagazynowano mniej potrzebny sprzęt, a następnie do Lublina.
7 września samoloty odleciały początkowo na lądowisko w Bełżycach, ale ze względu na brak naturalnego maskowania, eskadra przeniosła się na lądowisko Radawiec Duży. Tu wystąpiły kłopoty z zakwaterowaniem. Właściciel majątku odmówił przekazania wojsku kwater.
Zdecydowana postawa dowódcy dywizjonu sprawiła, że oficerów ulokowano w pałacu, a pozostały personel w budynkach gospodarczych.
W kolejnych dwóch dniach, z powodu braku paliwa i sieci dozorowania, loty ograniczono do minimum. Jedynie ppor. Szalewicz podczas patrolu zestrzelił Ju-86 nad Firlejem w pobliżu jeziora.
Wieczorem 10 września rzut powietrzny odleciał na lotnisko Młynów koło Łucka. Odjechał wtedy też rzut kołowy. Dowodził nim kpt. Kowalczyk. W dniu następnym wykonano 2 loty łącznikowe do Lidy i Pińska.
Rankiem 12 września eskadra wróciła pod Lublin na lotnisko Łęczna. Kompania lotniskowa, mająca obsługiwać dywizjony warszawskie oraz bazujący w pobliżu dywizjon krakowski, nie dotarła. Samoloty eskadry uzupełniono zapasami III/2 dywizjonu myśliwskiego. Późnym wieczorem padł rozkaz świadczący o braku koordynacji działań, powrotu do Młynowa. By wykonać zadanie, piloci uzupełnili zbiorniki benzyną samochodową.
Rano 13 września odleciało do Młynowa 5 samolotów eskadry. Na lotnisku pozostały trzy niesprawne P.11. Na naprawę oczekiwali ppor. Szumowski, pchor. Mierzwa, kpr. Bielecki i st. szer. Dąbrowski. Do Młynowa dolecieli tylko piloci Szumowski i Mierzwa, kpr. Bielecki dostał się do niewoli, a st. szer. Dąbrowski został zestrzelony w rejonie Włodzimierza Wołyńskiego i trafił do szpitala w  Brześciu.
14 września dowódca eskadry otrzymał rozkaz by wysłać trzy samoloty: do Warszawy z rozkazem dla gen. dyw. Juliusza Rómmla, w rejon na wschód od Lwowa, by odszukać sztab gen. Kazimierza Sosnkowskiego, oraz na rozpoznanie rejonu Rawa Ruska–Źółkiew.
Z rozkazem do gen. Rómmla poleciał ppor. Sawicz. Tak wspomina ten lot:

Po otrzymaniu koperty z rozkazami [...] wystartowałem. Niemcy strzelali do mnie po drodze, ale niecelnie. Widoczność była słaba i nie chcąc zabłądzić, wylądowałem na jakimś polu niedaleko Warszawy. Skacząc po nierównościach usiadłem na polu i zacząłem się rozglądać, by od kogoś dowiedzieć się jak wygląda sytuacja frontowa i z której strony powinienem dolatywać do miasta, by nie zostać zestrzelonym przy lądowaniu. Po paru minutach podbiegł do mnie jakiś zdenerwowany rolnik. «Niech pan zaraz ucieka, bo miejscowość jest zajęta przez Niemców» [...] Natychmiast wystartowałem i w chwilę później przelatywałem nad kolumną maszerujących Niemców. Widocznie nie przypuszczali, że nad nimi przelatuje polski samolot, bo do mnie nie strzelali. Nadlatując nad Warszawę przesłoniętą dymami, nie miałem pojęcia gdzie są linie polskiej obrony, a gdzie linie niemieckie. Leciałem cały czas lotem koszącym, by nie dać swoim i wrogom czasu na namierzanie się na mnie i skuteczny ogień. Sam nie wiem dlaczego balem się lecieć nad Okęciem. Nadleciawszy nad Mokotów, zobaczyłem całą masę rowów przecinających pole. Lotnisko było pocięte rowami i pełne lejów po bombach, ale udało mi się szczęśliwie wylądować. Jeszcze nie zdążyłem wyjść z maszyny, gdy Niemcy zaczęli do mnie strzelać. Z pomocą nadbiegających ludzi odciągnąłem samolot ze strefy obstrzału i schowałem się za zburzonym budynkiem. Podbiegli do mnie nasi żołnierze i po wylegitymowaniu zawieziono mnie do kwatery gen. Rómmla przy ulicy Rakowieckiej. W schronie oprócz gen. Rómmla był płk pil. Iżycki i kilku wyższych oficerów. Po przeczytaniu przywiezionego przeze mnie rozkazu, gen. Rómmel zwołał naradę, a mnie kazano odejść. [...] Upłynęło kilka godzin, gdy zawezwano mnie. Była już noc. Zameldowałem się u gen. Rómmla, otrzymałem odpowiedź celem doręczenia jej Marszałkowi Śmigłemu [...]  Po uzupełnieniu paliwa i rozpoznaniu miejsca startu zapuściliśmy silnik. Stojący przy mnie oficer oznajmił, że nikt nie poleci ze mną [...] dałem pełen gaz, poderwałem maszynę i poszedłem do góry[...] Przelatując przez Wisłę minąłem klucz niemieckich bombowców [...]  Na peryferiach płonącego miasta toczyły się walki [...] Ostrzeliwany z ziemi, wziąłem kurs na południe i gnałem całą mocą rozdygotanego z wysiłku silnika. Przesłonięta dymami i luną pożarów bohaterska Warszawa zniknęła na horyzoncie [...] Pismo gen. Rómmla doręczyłem Marszałkowi Śmigłemu w Rumunii z dużym opóźnieniem, bo miejsce jego pobytu było otoczone tajemnicą.

15 września eskadra przegrupowała się na lotnisko Litiatyn, ale już następnego dnia rano odleciała do Petlikowic. W wyniku reorganizacji Brygady Pościgowej 114 eskadra myśliwska weszła w skład dywizjonu warszawskiego.
Rano 17 września pchor. Miksa rozpoznawał ruchy wojsk na południowo–wschodniej rubieży Polski. Przed południem nierozpoznane samoloty, prawdopodobnie sowieckie, bombardowały rejon lotniska. Po południu 4 samoloty 114 eskadry myśliwskiej odleciały do Rumunii. Rzut kołowy przekroczył granicę 18 września.
| Zestrzelenia                   | Zestrzelenia                                              | Zestrzelenia                                              | Zestrzelenia                                              |
| ------------------------------ | --------------------------------------------------------- | --------------------------------------------------------- | --------------------------------------------------------- |
|                                | Pewne                                                     | Prawdopodobne                                             | Uszkodzenia                                               |
| 8                              |                                                           | 2                                                         |                                                           |
| Straty eskadry                 |                                                           |                                                           |                                                           |
| Ranni                          | por. Gabszewicz, st. szer. Dąbrowski, st. szer. Olewiński | por. Gabszewicz, st. szer. Dąbrowski, st. szer. Olewiński | por. Gabszewicz, st. szer. Dąbrowski, st. szer. Olewiński |
| Niewola                        | por. Jerzy Szałowski, kpr. Czesław Bielecki               | por. Jerzy Szałowski, kpr. Czesław Bielecki               | por. Jerzy Szałowski, kpr. Czesław Bielecki               |
| Zaginieni                      | pchor. Roman Stoga                                        | pchor. Roman Stoga                                        | pchor. Roman Stoga                                        |
| Samoloty                       |                                                           |                                                           |                                                           |
| Stan                           | Uzupełnienie                                              | Zniszczone                                                | Ewakuacja                                                 |
| 8 P-11c i 4 P-11a              | 0                                                         | 8                                                         | 4                                                         |
| Zwycięstwa pilotów 114 eskadry |                                                           |                                                           |                                                           |
| Data                           | Stopień, imię i nazwisko                                  | Stopień, imię i nazwisko                                  | Zestrzelenie                                              |
| 1 września                     | kpt. pil. Juliusz Frey                                    | kpt. pil. Juliusz Frey                                    | 1 He 111                                                  |
| 1 września                     | kpr. pil. Andrzej Niewiara                                | kpr. pil. Andrzej Niewiara                                | 1/2 He-111                                                |
| 5 września                     | kpt. pil. Juliusz Frey                                    | kpt. pil. Juliusz Frey                                    | 1/2 Hs 123                                                |
| 5 września                     | kpr. pil. Czesław Bielecki                                | kpr. pil. Czesław Bielecki                                | 1 Ju 87                                                   |
| 5 września                     | st. szer. Benedykt Dąbrowski                              |                                                           | 1 Ju 87                                                   |
| 6 września                     | kpt. pil. Juliusz Frey                                    | kpt. pil. Juliusz Frey                                    | 1 Do 17                                                   |
| 6 września                     | ppor. pil. Tadeusz Szumowski                              |                                                           | 1 Do 17                                                   |
| 6 września                     | pchor. pil. Wróblewski                                    |                                                           | 1 Do 17                                                   |
| 8 września                     | ppor. pil. Marian Szalewicz                               | ppor. pil. Marian Szalewicz                               | 1 Ju-86                                                   |
| 9 września                     | ppor. pil. Marian Szalewicz                               | ppor. pil. Marian Szalewicz                               | 1 Ju-86                                                   |

## Obsada personalna eskadry
| Stanowisko        | Stopień, imię i nazwisko           |
| ----------------- | ---------------------------------- |
| dowódca eskadry   | kpt. Juliusz Artur Frey            |
| zastępca dowódcy  | por. Aleksander Klemens Gabszewicz |
| oficer techniczny | ppor. Henryk Trawiński             |
| pilot             | ppor. Józef Jakub Górski           |
| pilot             | ppor. Marian I Szalewicz           |
| pilot             | ppor. Stanisław Waldemar Szmejl    |
| pilot             | ppor. Tadeusz Wincenty Szumowski   |
| pilot             | ppor. Tadeusz Władysław Sawicz     |

| Dowództwo eskadry              | Dowództwo eskadry                |
| Stanowisko                     | Stopień, imię i nazwisko         |
| ------------------------------ | -------------------------------- |
| dowódca eskadry                | kpt. pil. Juliusz Frey           |
| zastępca dowódcy               | por. pil. Jerzy Szałowski        |
| oficer techniczny              | ppor. techn. Bolesław Heybowicz  |
| szef mechaników                | st. majster wojsk. Marian Janusz |
| szef administracyjny           | st. sierż. Kazimierz Wroński     |
| Personel techniczny i piloci   |                                  |
| Personel techniczny            | Piloci                           |
| st. sierż. Piotr Gierak        | ppor. pil. Tadeusz Sawicz        |
| sierż. Józef Rajca             | ppor. Marian Szalewicz           |
| plut. pil. Antoni Kowalski     | ppor. Stanisław Szmejl           |
| plut. Władysław Piaścik        | ppor. Tadeusz Szumowski          |
| plut. Leon A. Samulewski       | pchor. Bogusław Mierzwa          |
| plut. pil. Romuald Struczak    | pchor. Włodzimierz Miksa         |
| kpr. pil. Eugeniusz Frankowski | pchor. Roman Stoga               |
| kpr. Henryk Jankowski          | pchor. Andrzej Wróblewski        |
| kpr. Paweł Kulesza             | plut. Władysław Kiedrzyński      |
| kpr. Ryszard Łupinka           | kpr. Czesław Bielecki            |
| kpr. Aleksander Wojtas         | kpr. Andrzej Niewiara            |
| kpr. Leonard Ziemacki          | st. szer. Benedykt Dąbrowski     |
|                                | st. szer. Józef Kędziora         |
| st. szer. Stefan Olewiński     |                                  |
| st. szer. Jerzy Zieliński      |                                  |

## Samoloty eskadry
Uzbrojenie eskadry stanowiły samoloty PWS-10. Od czerwca 1936 eskadra zaczęła stopniowo otrzymywać samoloty PZL P.11a. We wrześniu 1939 eskadra dysponowała  4 samolotami PZL P.11a i 6 samolotami PZL P.11c.

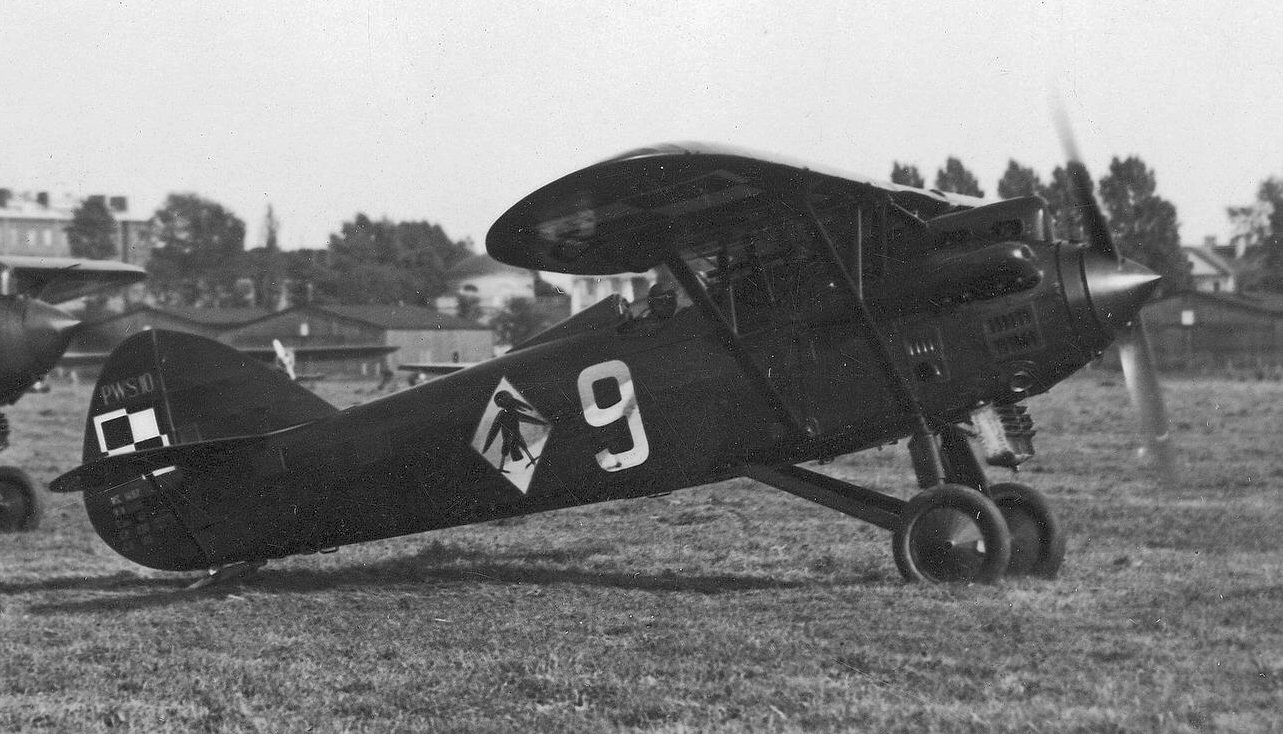
PWS-10 (1934 – 1936)
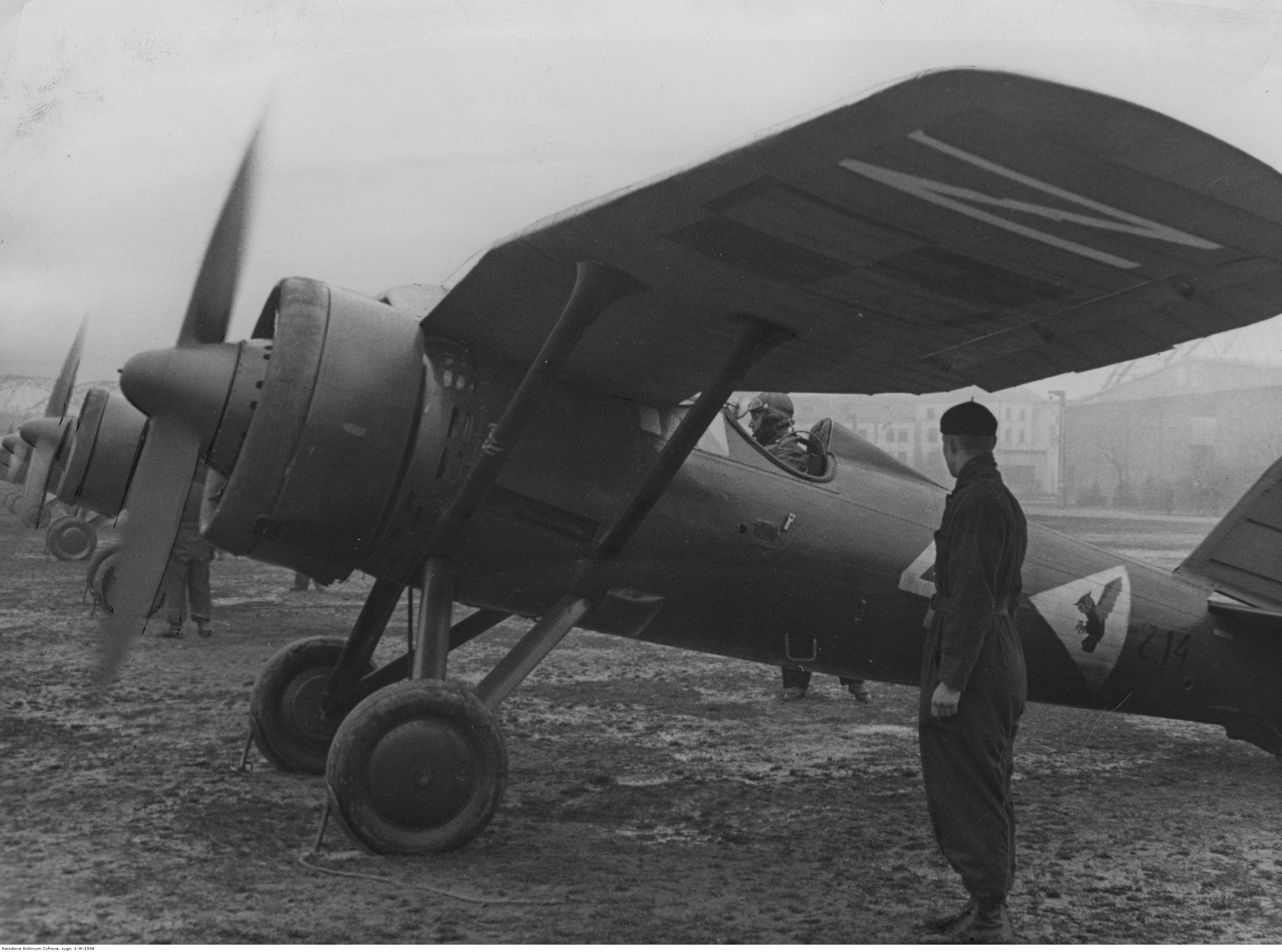
PZL P.11a (1936 – 1939)
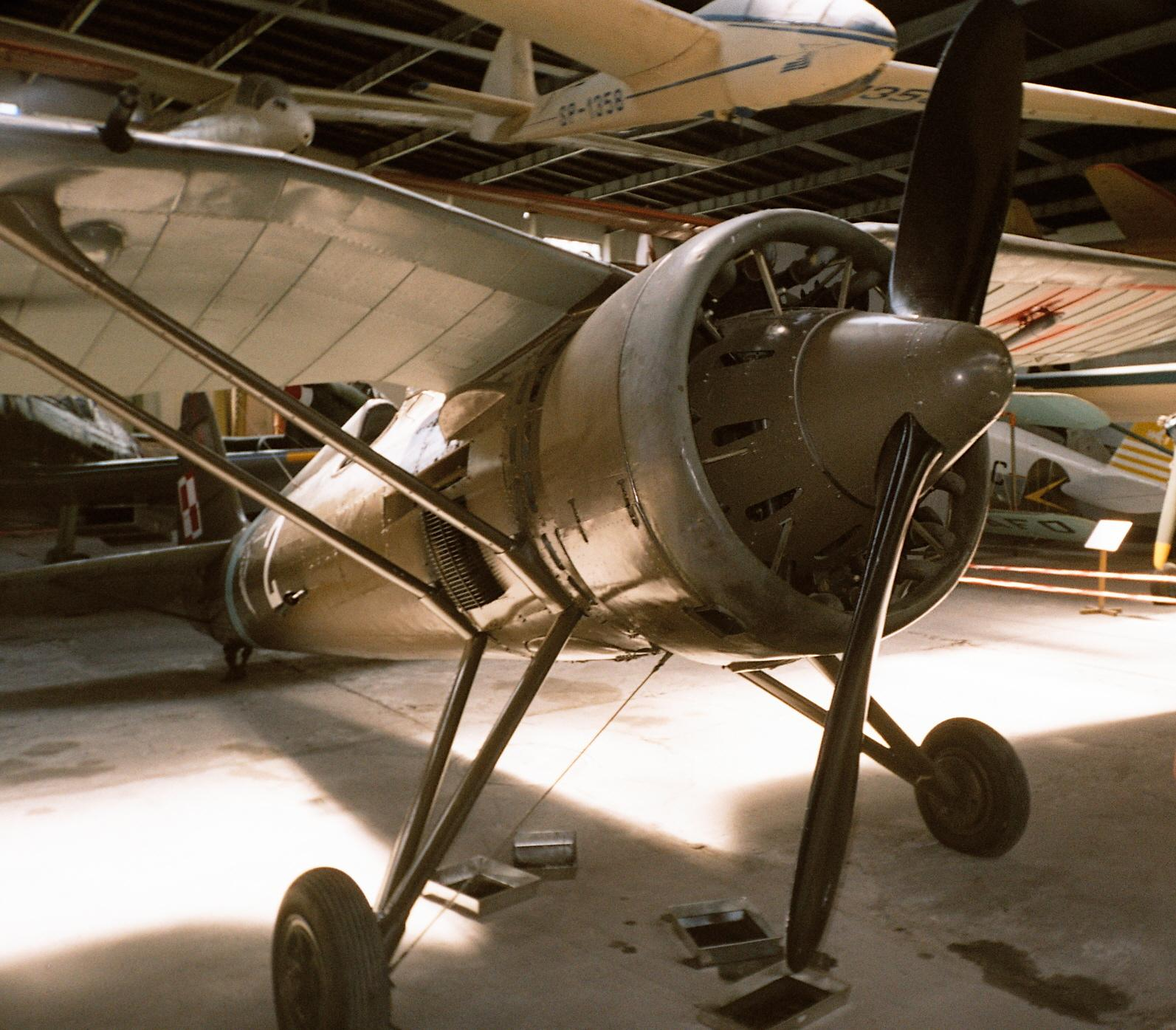
PZL P.11c

## Wypadki lotnicze
W okresie funkcjonowania eskadry miały miejsce następujące wypadki lotnicze zakończone obrażeniami lub śmiercią pilota:
- 3 kwietnia 1934 w rejonie lotniska Okęcie zderzyły się samoloty pilotowane przez kpr. Habera ze 112 eskadry i ppor. pil. Stanisława Ziółkowskiego ze 114 eskadry. Obaj piloci ponieśli śmierć.
- 28 czerwca 1934 zginął w locie szkolnym por. pil. obs. Józef Leszczyński, odkomenderowany z eskadry na kurs wyższego pilotażu w Lotniczej Szkole Strzelania i Bombardowania w Grudziądzu.
- 8 lipca 1936 zderzyły się dwa samoloty PZL P.11 pilotowane przez kaprali Tadeusza Kocha i Teofila Stolę. Samolot kpr. Stoli runął na ziemię, a pilot zginął. Natomiast kpr. Koch wylądował bez szwanku z urwanym kawałkiem skrzydła.
- 16 lipca 1936 zginął śmiercią lotnika na samolocie RWD-9, lecący z gen. Gustawem Orlicz-Dreszerem pierwszy dowódca 114 eskadry – kpt. pil. Aleksander Łagiewski.
- 30 lipca 1937 podczas lotu ćwiczebnego zginął kpr. pil. Stanisław Sawczuk.
- 29 lipca 1938 zginął tragicznie w katastrofie samolotu PLL „LOT”  były dowódca eskadry kpt. pil. Władysław Gnyś.